# 段汝諧
段汝谐（越南语：／，1280年—1335年），越南陈朝官员。

## 生平
段汝谐是洪州（今海阳省）人，原为资福寺学生。1299年，太上皇陈仁宗自天长府回到昇龍，当时百官都不知道。陈仁宗进入宫殿之后找不到皇帝陈英宗，问了宫人才知道陈英宗喝醉了。宫人叫陈英宗起来，却叫不醒。陈仁宗大怒，便回到天长府，命令百官第二天去天长府朝见，违者论罪。陈英宗酒醒后得知此事，大为恐惧，急忙跑出宫殿。途经资福寺时遇上了段汝谐，命他代理自己起草谢罪表文。段汝谐随陈英宗赶到天长府，向太上皇献上此表文。段汝谐跪于殿外，欲献表文，仁宗不理他，段汝谐便长跪于殿外不起。当时风雨大作，段汝谐跪了一天，陈仁宗便接受了他所献的表文。阅罢，大为感动，赦免了陈英宗的罪，停止了改立皇帝的念头。事后，仁宗封段汝谐为御史中賛。
1303年，段汝谐奉命出使占城。回国后，因功封为參知政事。翌年，知樞密院事。1307年，改占城所献的烏、里二州為順州、化州，行遣段汝諧前往安抚当地百姓。1312年，陈英宗亲自征讨占城。段汝谐随军出征，诱擒占城国王制至。
1327年，陈朝皇陵遭到雷击，群臣在内人文局议事。其间王侯與陳克終、段汝諧休息，陈克终说轻佻戏谑的话，段汝谐立即起身离去。陈克终说完之后，群臣皆笑。有御史弹劾陈、段二人，陈英宗命降罪处罚。段汝谐辩解称当时自己已经离开。陈英宗指责他听见轻佻之话不能制止，是有意陷師于罪過，又自己出去，是为自己着想，因此仍处罚了他。
此后，段汝谐历仕英宗、明宗、宪宗三朝，都是当时的重臣。1335年，上皇陈明宗亲自讨伐哀牢（老挝），至乂安时因眼病发作，便令管神武、神策两军、兼乂安經畧大使的段汝谐为督将，諸軍皆受節制。段汝谐非常轻敌，只率神武军及乂安军出征，在屑邏大江击败哀牢军，顺流而下进入真腊等国境内耀武扬威，要求他们的国王派子弟入朝。在决战之日，哀牢军队趁雾天用战象、战马作为伏兵进行夹击，大破陈朝军队，陈朝军队坠入水中而死者过半，段汝谐也溺死。